# Luteranismo
El luteranismo es una de las principales ramas del cristianismo, que se identifica con la teología de Martín Lutero (1483-1546), un reformador doctrinario, teólogo y fraile alemán.
Los intentos de Lutero de reformar la teología y las prácticas de la Iglesia católica dieron pie a la reforma luterana en las zonas germanoparlantes del Sacro Imperio Romano. Tras la publicación de las 95 tesis en 1517, los escritos de Lutero se difundieron a escala internacional gracias a la recién inventada imprenta, al margen de la influencia y control de la curia romana ni del Sacro Emperador. Tras la Dieta de Worms de 1521, la separación absoluta entre luteranos y católicos se hizo pública y clara: los edictos de la Dieta condenaron a Lutero y a sus ideas y prohibieron a los ciudadanos del Sacro Imperio Romano la propagación o defensa de las ideas luteranas. Los principales temas de disensión eran dos: el origen de la autoridad en la iglesia (el principio formal), y la doctrina de la justificación, frecuentemente llamada el principio material.
El luteranismo cree en la justificación solamente por la gracia, que se obtiene solamente mediante la fe. Los luteranos creen que el cristianismo, en cuestiones de fe y doctrina (no así de liturgia u otros asuntos, en los que apela a la Tradición) se basa solamente en la Escritura, es decir, que la Biblia es la autoridad suprema en todas las cuestiones relativas a la doctrina cristiana, dejando a la sagrada Tradición sujeta a la Escritura. A diferencia de los luteranos, la Iglesia católica define que la autoridad doctrinal proviene tanto de la Biblia como de la Sagrada Tradición. El luteranismo acepta las resoluciones de los siete primeros concilios ecuménicos. Según las Confesiones de Augsburgo, uno de los principales credos luteranos, «la fe confesada por Lutero y sus seguidores no es nada nuevo, sino que es la verdadera fe católica, y sus iglesias representan la verdadera iglesia católica o universal». Los luteranos que presentaron las Confesiones de Augsburgo al emperador Carlos V creían que todos sus artículos de fe y prácticas litúrgicas eran fieles a la Biblia, pero también a las enseñanzas de los Padres de la Iglesia y a los concilios ecuménicos.
La Federación Mundial Luterana es la principal comunión de iglesias luteranas y representa a más de 74 millones de personas. También existen otras organizaciones internacionales, como el Concilio Luterano Internacional, el cual es un sínodo formado por iglesias meramente confesionales y conservadoras, o la Conferencia Luterana Evangélica Confesional. Además, algunas iglesias luteranas se organizan de forma independiente y autónoma.

## Surgimiento
Algunos luteranos consideran el 31 de octubre de 1517 como el día de surgimiento de esta rama del cristianismo, fecha en la que se colocaron las noventa y cinco tesis sobre las indulgencias en la puerta de la "Iglesia de Todos los Santos" en Wittenberg, Alemania.
No obstante, cabe destacar que Lutero, personalmente, no fundó la Iglesia luterana como una institución, ni planeaba que sus enseñanzas derivaran en una nueva confesión cristiana. Por el contrario, expresó, con sus propias palabras, su deseo de que eso no ocurriera, cuando declaró:

«Ruego por que dejen mi nombre en paz. No se llamen a sí mismos 'luteranos', sino Cristianos. ¿Quién es Lutero?, mi doctrina no es mía. Yo no he sido crucificado por nadie . ¿Cómo podría, pues, beneficiarme a mí, una bolsa miserable de polvo y cenizas, dar mi nombre a los hijos de Cristo?. Dejen, mis queridos amigos, de aferrarse a estos nombres de partidos y distinciones; fuera a todos ellos, y dejen que nos llamemos a nosotros mismos solamente cristianos, según aquel de quien nuestra doctrina viene.»

A pesar de ello, en la historicidad de la reforma luterana, se designó el apelativo "luterano" y "luteranismo" para referirse a la doctrina interpretativa y enseñanzas que Lutero hizo acerca del cristianismo. Este término fue usado de igual forma por la Iglesia católica para apelar a los simpatizantes de las interpretaciones cristianas que tenía Lutero, hasta que paulatinamente, fueron consolidándose diversas Iglesias autodenominadas luteranas, y con ello se fue formando una confesión cristiana propiamente dicha.

## Creencias
Los luteranos creen en Jesucristo como su fundador espiritual, y comparten la creencia de que Dios es uno y trino (Santa Trinidad), es decir: Dios Padre, Dios Hijo y Dios Espíritu Santo. Además, se comparte la interpretación bíblica que hizo Lutero de que Dios no justifica a los hombres por sus obras buenas, sino más bien por su fe, lo que representa una creencia base fundamental del pensamiento luterano.
El pensamiento de Lutero se basa en el concepto de la justificación por la fe, que negaba cualquier teoría católica, ortodoxa o copta respecto a los méritos personales aplicables a la salvación, además de rechazar completamente la mediación de los santos y la virgen María, además de la veneración de las imágenes. Lutero denunció la venta de indulgencias y la obtención de los perdones a cambio de bienes, así como la venta de cargos eclesiásticos, prácticas que por lo tanto son rechazadas en la Iglesia luterana.
El luteranismo rechaza la primacía y autoridad universal del papado como institución divina. Niega la doctrina católica de la existencia del purgatorio y la oración a María y los santos. El movimiento de reforma iniciado por Lutero afirma el valor único de las Escrituras y la supremacía de la fe en Jesucristo. Lutero desarrolla la doctrina del Sacerdocio Universal, en donde afirma que cada creyente puede acudir a Dios sin necesidad de un mediador, no quitando la importancia de los pastores  como los encargados de administrar la palabra y los sacramentos. Según Lutero, todos los creyentes son sacerdotes en virtud de los sacrificios espirituales de un corazón arrepentido en oración.
En sentido estricto, no se puede hablar de una sola Iglesia luterana, pues son varias las Iglesias o subramas que surgen del movimiento luterano. Actualmente una rama del luteranismo está empezando a incorporarse progresivamente al resto del evangelicalismo (protestantismo), mientras que hay un movimiento luterano (emparentado con la tradición de la High Church anglicana) que se acerca al catolicismo, como lo fue desde un principio. También existen movimientos de avivamiento carismáticos en el luteranismo, especialmente en África.

### Biblia

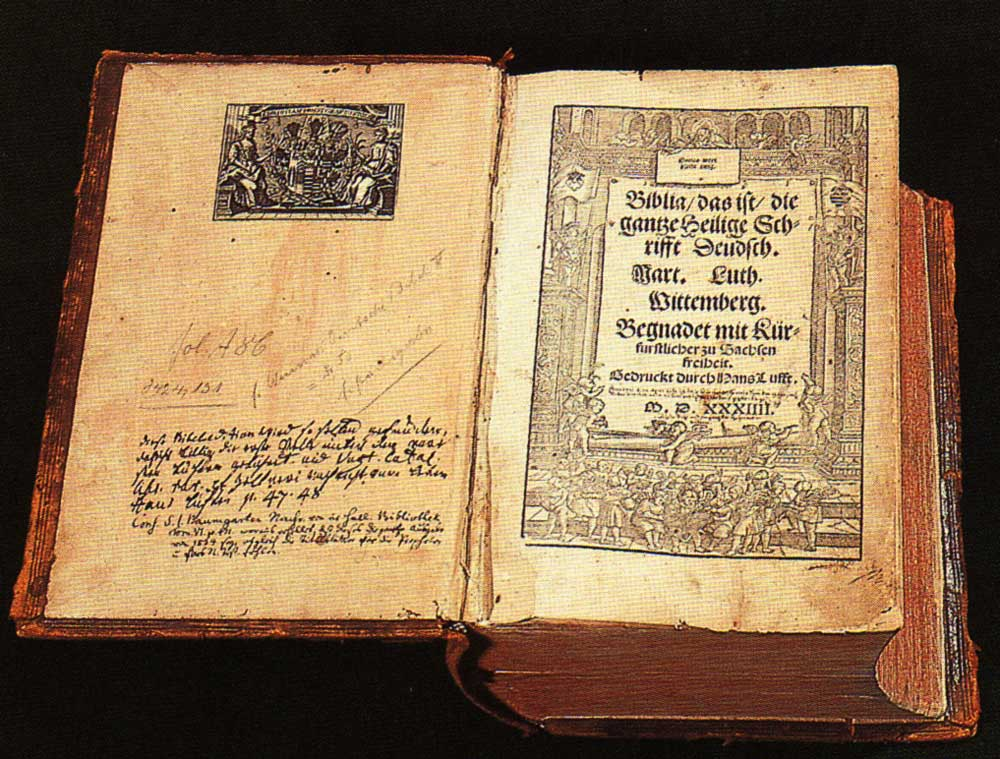
Biblia de Lutero, traducida al alemán, edición de 1534.

Tradicionalmente, los luteranos creen que la Biblia es el único libro escrito bajo inspiración divina y, por tanto, es la única fuente del conocimiento divino y el fundamento y base del pensamiento cristiano. Solo la Biblia es el principio formal de la fe, y la autoridad suprema para todas las materias relacionadas con la doctrina y fe cristiana. En el luteranismo, la Biblia se caracteriza por su autoridad, claridad, eficacia y suficiencia.

### Trinidad

Los luteranos creen en la Trinidad.

Los luteranos son trinitarios. Los luteranos rechazan la idea de que Dios Padre y Dios Hijo son simplemente caras de la misma persona, sino que son dos entidades diferentes. Creen que esta afirmación se comprueba tanto en el Antiguo Testamento como en el Nuevo Testamento. Asimismo, creen que el Espíritu Santo procede tanto del Padre como del Hijo.

## Postulados
Las ideas básicas de la teología luterana, que suelen concordar en su gran mayoría con la fe evangélica, se sintetizan en tres fórmulas latinas:
1. Sola gratia (solo por la Gracia): Cristo es el único que puede justificarnos. Las obras, incluidos los ritos eclesiales y cualquier otro tipo de esfuerzo humano, no son la causa de la salvación del hombre. Cristo murió por nosotros y a través de Él, por medio de la fe, somos salvos, para que nadie crea que fue salvo por su propio mérito, ni para que se glorifique de sus propias obras. Por lo tanto, la salvación es obra de la sola gracia de Dios (Efesios 2:8-10)
2. Sola Scriptura (solo por la Escritura): La única fuente de revelación y base de la doctrina cristiana son las Sagradas Escrituras del Antiguo y Nuevo Testamento.
3. Sola fide (solo por la fe): La fe es lo único que, mediante la gracia de Dios, nos salva. Ninguna obra puede salvarnos, sino solo la fe. Dice el apóstol Pablo: "Porque en el Evangelio la justicia de Dios se revela por fe y para fe, como está escrito: mas el justo por la fe vivirá." (Romanos 1:16-17)

También basan su enseñanza en algo llamado teología de la cruz. Por tanto, enseñan que Cristo y su cruz es el principal fundamento de la fe. "Porque nadie puede poner otro fundamento que el que está puesto, el cual es Jesucristo" (I Corintios, 3:11). "Porque hay un solo Dios y un solo mediador entre Dios y los hombres, Jesucristo hombre" (I Timoteo, 2:5). "Y, estando entre ustedes, no quise saber de otra cosa sino de Jesucristo y, más estrictamente, de Jesucristo crucificado." (I Corintios, 2:2)

## Doctrina luterana

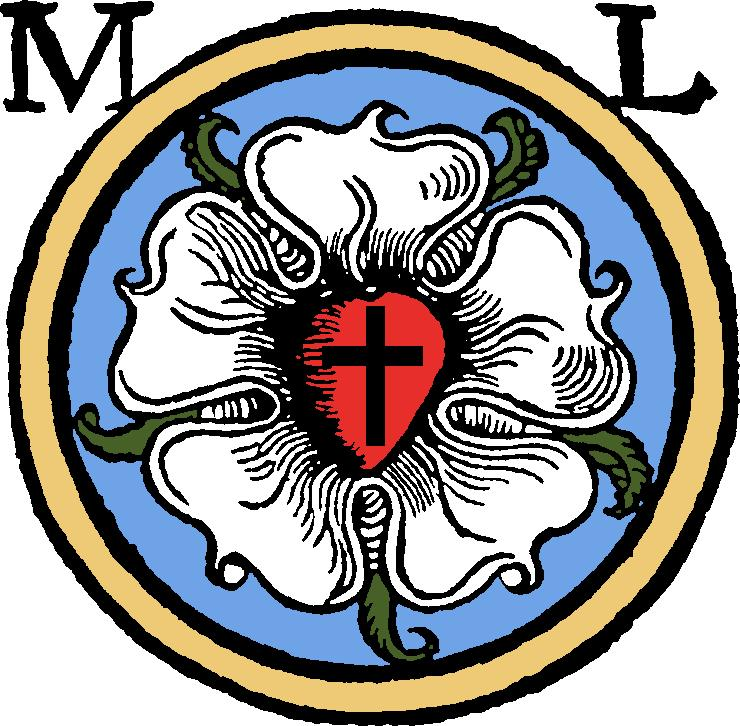

Es importante señalar que la doctrina del luteranismo es esencialmente distinta y contrastante al catolicismo, y que a su vez, guarda algunas diferencias con las otras confesiones evangélicas.
1. Sacramentos: Para los luteranos, Cristo instituyó dos sacramentos: el bautismo y la eucaristía o Santa Cena (con la concepción de la unión sacramental). Sin embargo, los luteranos practican los otros cuatro ritos, como la confirmación, la unción de los enfermos, el matrimonio y las sagradas órdenes, los cuales, según la Apología de la Confesión de Augsburgo, pueden ser llamados sacramentos pero entendiéndolos de una manera un tanto distinta a los sacramentos instituidos por Cristo mismo.
2. Imágenes: Los luteranos permiten las imágenes como medio de enseñanza y no tienen ningún problema con ella, pero no les rinden culto alguno.  (Arte luterano)
3. Liturgia: Los luteranos tienen una liturgia histórica proveniente de la misa pretridentina y en casi todos los casos es más conservadora que la católica. En algunos casos, no obstante, en los sectores con mayor influencia del pietismo, el protestantismo y el movimiento prusiano se puede apreciar cierta similitud en los cultos con las formas contemporáneas de adoración de  otras Iglesias evangélicas de hoy en día.
4. Vestimentas y costumbres: Los ministros pueden contraer matrimonio y pueden ejercer actividades económicas lucrativas en favor propio o de la Iglesia. Una característica que se conserva del catolicismo es la vestimenta que emplean algunos pastores, tales como albas, estolas, casullas, sotanas, etc.
5. A diferencia de los sacerdotes católicos, los pastores luteranos pueden contraer matrimonio y tener familia. Los luteranos confesionales siguen preservando, bajo la interpretación tradicional  de las Sagradas Escrituras y la Sagrada Tradición, la ordenación pastoral estrictamente masculina. Sin embargo, otros sectores luteranos, más  inclinados al movimiento progresista y a la teología liberal, ordenan mujeres como clérigos de sus instituciones.

## Principales ramas Cristianas Luteranas en la actualidad
- Federación Luterana Mundial
  - Las iglesias más grandes de la federación, por número de miembros, son (se indica el número de miembros):
    - Iglesia de Suecia (6,700,792)
    - Iglesia Evangélica Luterana en Tanzania (5,601,271)
    - Iglesia Evangélica Etíope Mekane Yesus, Etiopía (5,576,156)
    - Iglesia Evangélica Luterana en América, Estados Unidos de América (4,543,037)
    - Iglesia Evangélica Luterana de Dinamarca (4,479,214)
    - Iglesia Evangélica Luterana de Finlandia (4,387,085)
    - Iglesia Cristiana Protestante Batak, Indonesia (4,178,256)
    - Iglesia de Noruega (3,992,295)
    - Iglesia Luterana Malgache, Madagascar (3,000,000)
    - Iglesia Evangélica Luterana de Hannover, Alemania (2,899,432)
    - Iglesia Carismática Luterana en Ecuador. Misiones Luteranas New Global Misión.
- Concilio Luterano Internacional:

Ordenadas alfabéticamente por país:
(m/a = cantidad aproximada de miembros)
| País                                 | Iglesia                                                                               | m/a       | Sitio oficial                                                                                     |
| ------------------------------------ | ------------------------------------------------------------------------------------- | --------- | ------------------------------------------------------------------------------------------------- |
| Alemania                             | Iglesia Evangélica Luterana Independiente                                             | 36 900    |                                                                                                   |
| Argentina                            | Iglesia Evangélica Luterana Argentina                                                 | 28 100    |                                                                                                   |
| Argentina                            | Iglesia Evangélica Luterana Unida                                                     | 18 000    | (enlace roto disponible en Internet Archive; véase el historial, la primera versión y la última). |
| Australia                            | Iglesia Luterana de Australia (miembro asociado de la FLM)                            | 75 000    |                                                                                                   |
| Bélgica                              | Iglesia Evangélica Luterana en Bélgica                                                | 150       | ---                                                                                               |
| Bolivia                              | Iglesia Cristiana Evangélica Luterana de Bolivia                                      | ---       | ---                                                                                               |
| Brasil                               | Iglesia Evangélica Luterana de Brasil                                                 | 233 400   |                                                                                                   |
| Canadá                               | Iglesia Luterana - Canadá                                                             | 79 200    |                                                                                                   |
| Colombia                             | Iglesia Evangélica Luterana de Colombia (también miembro de la FLM)                   | ---       | ---                                                                                               |
| Chile                                | Iglesia Luterana en Chile (miembro asociado de la FLM)                                | 10 000    |                                                                                                   |
| Chile                                | Iglesia Evangélica Luterana en Chile (miembro asociado de la FLM)                     | ---       |                                                                                                   |
| Costa Rica                           | Iglesia Luterana Costarricense                                                        | ---       |                                                                                                   |
| Ecuador                              | Iglesia Evangélica Luterana en el Ecuador (congregación) (miembro asociado de la FLM) | 520       | []                                                                                                |
| República de China                   | Iglesia Evangélica Luterana China                                                     | 2000      | ---                                                                                               |
| Corea del Sur                        | Iglesia Luterana en Corea (también miembro de la FLM)                                 | 5800      | Archivado el 4 de octubre de 2006 en Wayback Machine.                                             |
| Dinamarca                            | Iglesia Evangélica Luterana Libre en Dinamarca                                        | 140       |                                                                                                   |
| España                               | Iglesia evangélica luterana española                                                  |           |                                                                                                   |
| Estados Unidos                       | Evangelical Lutheran Church in America                                                | 4 543 037 | https://www.elca.org/                                                                             |
| Filipinas                            | Iglesia Luterana en Filipinas (también miembro de la FLM)                             | 24 600    | ---                                                                                               |
| Francia                              | Iglesia Evangélica Luterana Sínodo de Francia y Bélgica                               | 820       |                                                                                                   |
| Ghana                                | Iglesia Evangélica Luterana de Ghana (también miembro de la FLM)                      | 28 000    | ---                                                                                               |
| Guatemala                            | Iglesia Luterana de Guatemala                                                         | 4000      |                                                                                                   |
| Haití                                | Iglesia Evangélica Luterana de Haití                                                  | 9000      | Archivado el 9 de agosto de 2018 en Wayback Machine.                                              |
| India                                | Iglesia Evangélica Luterana de India (también miembro de la FLM)                      | 56 400    | ---                                                                                               |
| Japón                                | Iglesia Luterana de Japón (miembro asociado de la FLM)                                | 3000      |                                                                                                   |
| Lesoto Namibia Suazilandia Sudáfrica | Iglesia Luterana en África del Sur                                                    | 20 000    |                                                                                                   |
| México                               | Sínodo Luterano de México                                                             | 1200      |                                                                                                   |
| Nigeria                              | Iglesia Luterana de Nigeria                                                           | 80 000    | ---                                                                                               |
| Papúa Nueva Guinea                   | Iglesia Luterana Gutnius de Papúa Nueva Guinea (también miembro de la FLM)            | 140 000   | ---                                                                                               |
| Paraguay                             | Iglesia Evangélica Luterana del Paraguay                                              | 4000      |                                                                                                   |
| Reino Unido                          | Iglesia Evangélica Luterana de Inglaterra                                             | 1600      |                                                                                                   |
| Rusia                                | Iglesia Evangélica Luterana de Ingria en Rusia (también miembro de la FLM)            | 18 000    |                                                                                                   |
| Sudáfrica                            | Sínodo Evangélico Luterano Libre en Sudáfrica                                         | 2800      |                                                                                                   |
| Suiza                                | Iglesia Luterana Confesional de Suiza                                                 |           |                                                                                                   |
| Sri Lanka                            | Iglesia Luterana Lanka (también miembro de la FLM)                                    | 5300      | ---                                                                                               |
| Venezuela                            | Iglesia Luterana de Venezuela                                                         | 1600      |                                                                                                   |

- La Iglesia evangélica en Alemania (Iglesia Cristiana mayoritaria de Alemania) mantiene estrechas relaciones con todas las organizaciones pertenecientes a:
  - Federación Luterana Mundial
  - Concilio Luterano Internacional